# Madonnenraub

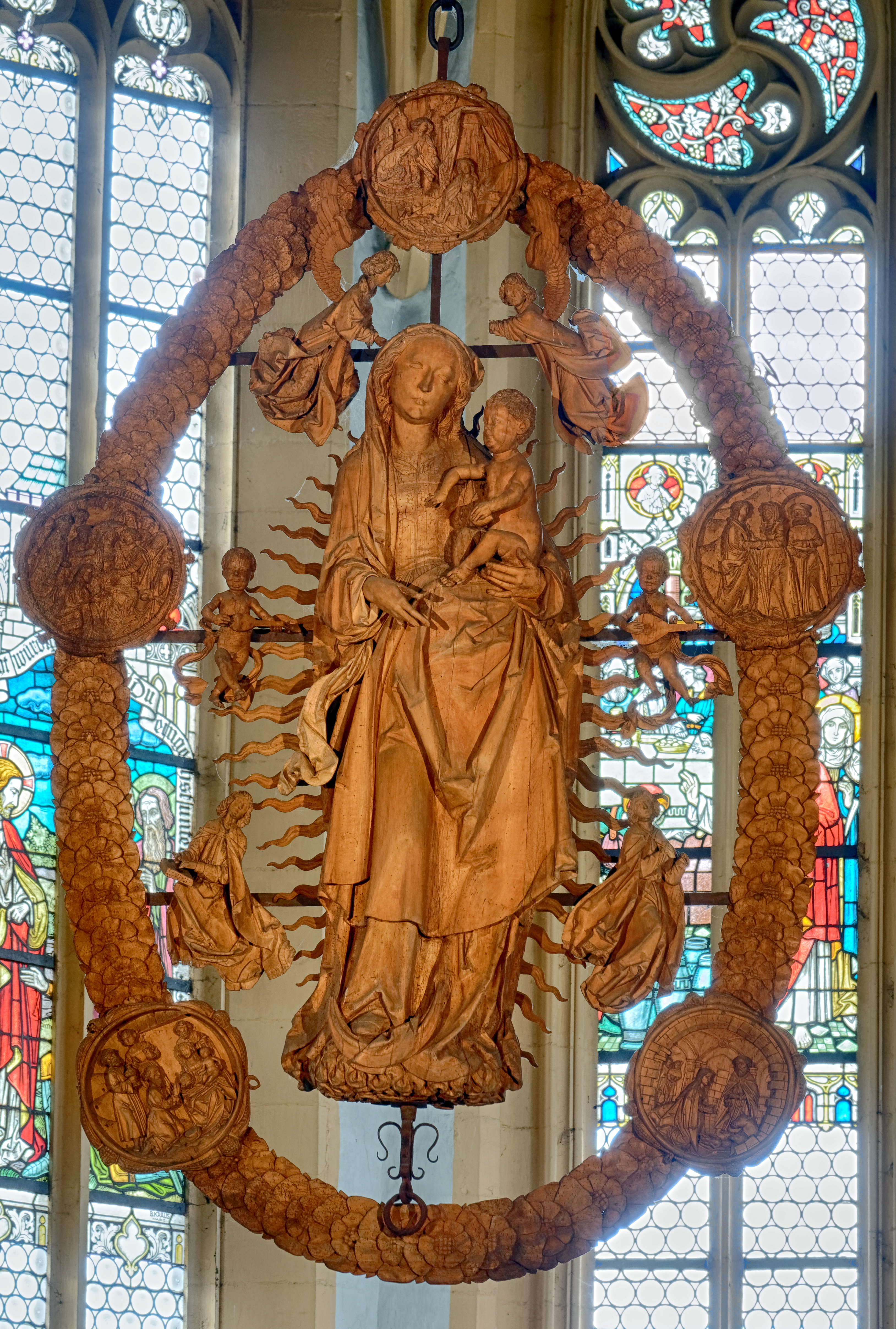
Rosenkranzmadonna

Der Madonnenraub (auch Volkacher Madonnenraub, Volkacher Kunstraub) vom 7. August 1962 gilt als einer der spektakulärsten Kunstdiebstähle der deutschen Nachkriegszeit. Die Diebe entwendeten unter anderem die Rosenkranzmadonna von Tilman Riemenschneider aus der Volkacher Wallfahrtskirche Maria im Weingarten. Nach dem Diebstahl lobte das Magazin Stern ein „Lösegeld“ für die Madonna aus und konnte mit der umstrittenen Aktion die Rückgabe der Kunstwerke erreichen.

## Vorgeschichte
Ein Gotteshaus bestand seit dem 10. Jahrhundert an dieser Stelle. Seit dem 14. Jahrhundert entstand eine regionale Wallfahrt zu einer Pietà, der heilende Kräfte zugesprochen wurden. In den Jahren 1521 bis 1524 schuf der Bildhauer Tilman Riemenschneider die Rosenkranzmadonna, die als letztes Marienbild des Meisters gilt. Hing dieses Schnitzwerk zunächst freischwebend im Chor, so wurde es seit 1954 oberhalb des rechten Seitenaltars präsentiert und war damit leichter zu erreichen. Als die Gemeinde und das Dekanat Volkach das Gotteshaus in der Mitte des 20. Jahrhunderts renovierten, verzichteten sie auf den Einbau einer Alarmanlage.
Zu Beginn des Jahres 1962 trafen sich in Bamberg zwei Kleinkriminelle und ein Bildhauer und Maler. Das Trio hatte begonnen, im Bamberger Raum sakrale Kunstobjekte zu stehlen und zu verkaufen. So entwendeten sie im Juli 1962 bei Köttmannsdorf ein Feldkreuz und brachen in der Nacht vom 6. auf den 7. Juli 1962 in das „Käppele“ bei Zeil am Main ein. Beide Diebstähle brachten der Bande nur geringen Gewinn und so planten sie, im August 1962 einen größeren Coup durchzuführen.
Vor dem Diebstahl weihte das Trio einen vierten Mann in den Plan ein. Er war als Transportunternehmer in Bamberg tätig und stellte einen Pritschenwagen zur Verfügung. Die Gruppe wurde von den Medien später als Madonnenräuberbande bezeichnet, obwohl sie lediglich einen Einsteigediebstahl begangen hatte. Am Abend traf sich die Gruppe in der Wohnung des Bildhauers und fuhr dann in getrennten Wagen über Ebrach nach Volkach.

## Ablauf des Diebstahls
Bei der Wallfahrtskirche angekommen, kletterte einer der Diebe an einem Seil zum etwa sechs Meter hohen Kirchenfenster der Nordseite. Hier öffnete er einen aufklappbaren Fensterflügel und seilte sich ins Kircheninnere ab. Dabei stellte sich heraus, dass das Seil zu kurz war, weil die Kirche am Hang gebaut war. Der Dieb musste die letzten Meter hinabspringen, blieb aber unverletzt. Anschließend öffnete er dem draußen wartenden Komplizen die von innen verriegelte Kirchentür.
Zu zweit arbeiteten die Diebe dann an der Halterung der Rosenkranzmadonna. Sie benötigten mehrere Stunden, um sie zu lösen; wahrscheinlich waren sie ohne Werkzeuge in das Gotteshaus eingestiegen. Die Madonna stürzte schließlich auf den Altar, wobei mehrere Teile des Rosenkranzes, Engelsflügel und andere filigrane Teile abbrachen. Die Rückseite der Madonna war auf einem Eisenkreuz als Träger montiert, das von den Dieben abgenommen wurde. So konnte sie in Einzelteile zerlegt werden.
Die einzelnen Teile wurden auf den Pritschenwagen gebracht, in dem der dritte Komplize wartete. Beim Überwinden der Kirchhofmauer erlitt die Madonna einige weitere Beschädigungen. Die Bande entwendete außerdem eine 80 cm hohe Skulptur der Anna selbdritt von der rechten Langhauswand, die einstmals als wundertätig bezeichnete Pietà und zwei allegorische Darstellungen der Hoffnung und des Glaubens vom Holzepitaph des Sigmund Zollner von der Hallburg. Das Fehlen dieser Figuren wurde erst nach einer Woche entdeckt.
Auf dem Gelände der Wallfahrtskirche wohnten 1962 lediglich der Pensionär Philipp Jäcklein, der als Mesner für die Kirche zuständig war, und dessen Tochter Ludmilla. Die Tochter nahm gegen 4 Uhr morgens Motorengeräusche wahr und sah, als sie aus dem Fenster schaute, den Pritschenwagen am Haus vorbeifahren. Sie weckte ihren Vater und lief mit ihm zum Westportal der Kirche, das offenstand. Am Boden entdeckten sie die abgeschlagenen Teile der Madonna und alarmierten die Polizei.
Während der Rückfahrt, die über Schweinfurt und Haßfurt führte, wurden die Kunstwerke von den Tätern mit Getreide bedeckt. Die kleineren Kunstwerke brachten sie in der Werkstatt des Bamberger Bildhauers unter, während die Madonna zunächst auf einem kleinen Anhänger verblieb. Die Diebe brachten die große Madonna auf ein Grundstück in Hollfeld und präparierten sie mit einer Schutzschicht aus Schuhcreme und Bohnerwachs, ehe sie sie vergruben.

## Folgen

### Fahndung und erste Berichterstattung
Die Beamten des Volkacher Polizeireviers überwiesen den Fall bereits am ersten Tag an die Würzburger Kriminalpolizei. Diese rückte mit einem Spurensicherungsteam an und konnte mehrere Fuß- und Reifenspuren im Außenbereich der Kirche sichern. Weitere Polizeibeamte durchsuchten die Obst- und Weinberge der Umgebung nach verwertbaren Spuren. Bald richtete man in Würzburg eine Sonderkommission unter Leitung von Gerald Förg und Eduard Schmitt ein.
Zunächst verdächtigte die Polizei den Mesner Jäcklein und seine Tochter. So wurde der Briefverkehr der Familie kontrolliert, und die in Norddeutschland lebenden Verwandten wurden von der Polizei verhört. Ludmilla Jäcklein besuchte mit den Kriminalbeamten mehrere Autohäuser in Würzburg, um das Modell des Pritschenwagens wiederzuerkennen. Nach wenigen Tagen konnte die Familie Jäcklein aus dem Kreis der Verdächtigen ausgeschlossen werden.
Mittlerweile berichteten die überregionale Presse, der Bayerische Rundfunk und das Deutsche Fernsehen über den Fall. Zwei Briten, die mit einem Pritschenwagen durch Bayern reisten, wurden zeitweise in Donauwörth festgesetzt. Sie hatten kurz vor dem Madonnendiebstahl nach dem Standort der Kunstwerke gefragt. Die Männer wurden allerdings bald wieder auf freien Fuß gesetzt, weil die Verdachtsmomente nicht ausreichend waren.

### Aufruf desSternund Debatte

Das Logo des Wochenmagazins Stern, in dem der Aufruf erschien

Durch die Presseberichte wurde der Herausgeber des Wochenmagazins Stern, Henri Nannen, auf den Fall aufmerksam. Er hatte während seines Studiums der Kunstgeschichte die fränkischen Plastiken Riemenschneiders kennengelernt. Ein Studienkollege war außerdem der spätere Leiter des Mainfränkischen Museums in Würzburg, Max Hermann von Freeden, gewesen. Kurz nach dem Diebstahl brachte Nannen auf einer Redaktionssitzung das Thema des Raubes auf die Tagesordnung.
Nannen plante die Kunstwerke zu retten und informierte den Verleger Gerd Bucerius, dass er 100.000 DM als „Lösegeld“ ausloben wolle. Bucerius war einverstanden und sprach die Aktion mit der Polizei ab. Vor Ort wurde zunächst der Leiter des Mainfränkischen Museums, Hanswernfried Muth, über die Aktion informiert. Der Volkacher Kaplan Adalbert Dolata reiste nach Hamburg, um mit Nannen die Einzelheiten zu besprechen.
In der Ausgabe des Stern vom 26. August 1962 erschien ein großer Artikel über den Madonnenraub. Verbunden war er mit dem Aufruf: „Gebt die Madonna von Volkach zurück! Gegen 100.000 Mark Lösegeld.“ Die Autoren des Artikels versprachen den Dieben absolute Verschwiegenheit, sollten sie Hinweise auf den Verbleib der Madonna liefern. Nannen schützte sich vor eventuellen Vorhaltungen, indem er betonte, er wolle die Kunstwerke zurückbekommen und nicht die Verbrecher belohnen.
Der Aufruf erfüllte zunächst den gewünschten Zweck. Insbesondere amerikanische Zeitungen berichteten über den Diebstahl, der internationale Kunstmarkt wurde auf diesem Weg vorgewarnt. In Deutschland löste die Aktion heftige Debatten in den Feuilletons der großen Zeitungen aus. Die Welt empörte sich am 22. August 1962 mit den Worten „Ist es zu fassen? Räuber werden als Ehrenmänner behandelt (…)“.
In der Schweiz schrieb das Neue Winterthurer Tagblatt, dass hier „ein ruchloses Verbrechen honoriert“ werde. Der Rheinische Merkur ging noch weiter und unterstellte Nannen am 16. November, mit seiner Aktion „kräftig an den Fundamenten des Rechtsstaates“ gerüttelt zu haben. In der Zeit wurde die Frage gestellt, ob die „Andacht vor der Kunst ein Ehrenwort an Ganoven“ heilige.
Gegen Nannen und seinen Stellvertreter Reinhart Hoffmeister wurden mehrere Strafanzeigen erstattet. Ein Rechtsanwalt aus Wesel war der erste, der die Stern-Herausgeber wegen Hehlerei anzeigte. Insgesamt wurden vier Gerichtsverfahren eröffnet, eines davon sogar vor dem Bundesgerichtshof. Alle Prozesse wurden eingestellt, auch weil sich Nannen vor der Veröffentlichung beim Hamburger Generalstaatsanwalt Ernst Buchholz abgesichert hatte.
Von Kulturschaffenden und Künstlern erhielt Nannen dagegen überwiegend positive Resonanz. Der Bildhauer Gerhard Marcks befürwortete die Aktion ebenso wie Leopold Reidemeister von den Staatlichen Museen in West-Berlin. Der Künstler Oskar Kokoschka sprach von der Volkacher Madonna als einem „der geistigen Dokumente der Menschheit“. Lediglich die Kirche betrachtete die Aktion kritisch, weil sie eine „Entweihung der Ars sacra“ aus Profitgründen befürchtete.

### Auffinden der Kunstwerke und Rückkehr
Bereits am 22. August 1962 waren die Skulpturen Glaube und Hoffnung vom Zollner-Epitaph gefunden worden. Der Mesner des Frankfurter Doms entdeckte die Stücke gegen 6:30 Uhr vor dem Portal und übergab sie der Polizei. Vermutlich waren die beiden Skulpturen von den Dieben an einen Frankfurter Antiquitätenhändler verkauft worden, der sich schnell von dem Diebesgut trennen wollte, nachdem er aus den Medien von der Herkunft der Stücke erfahren hatte.

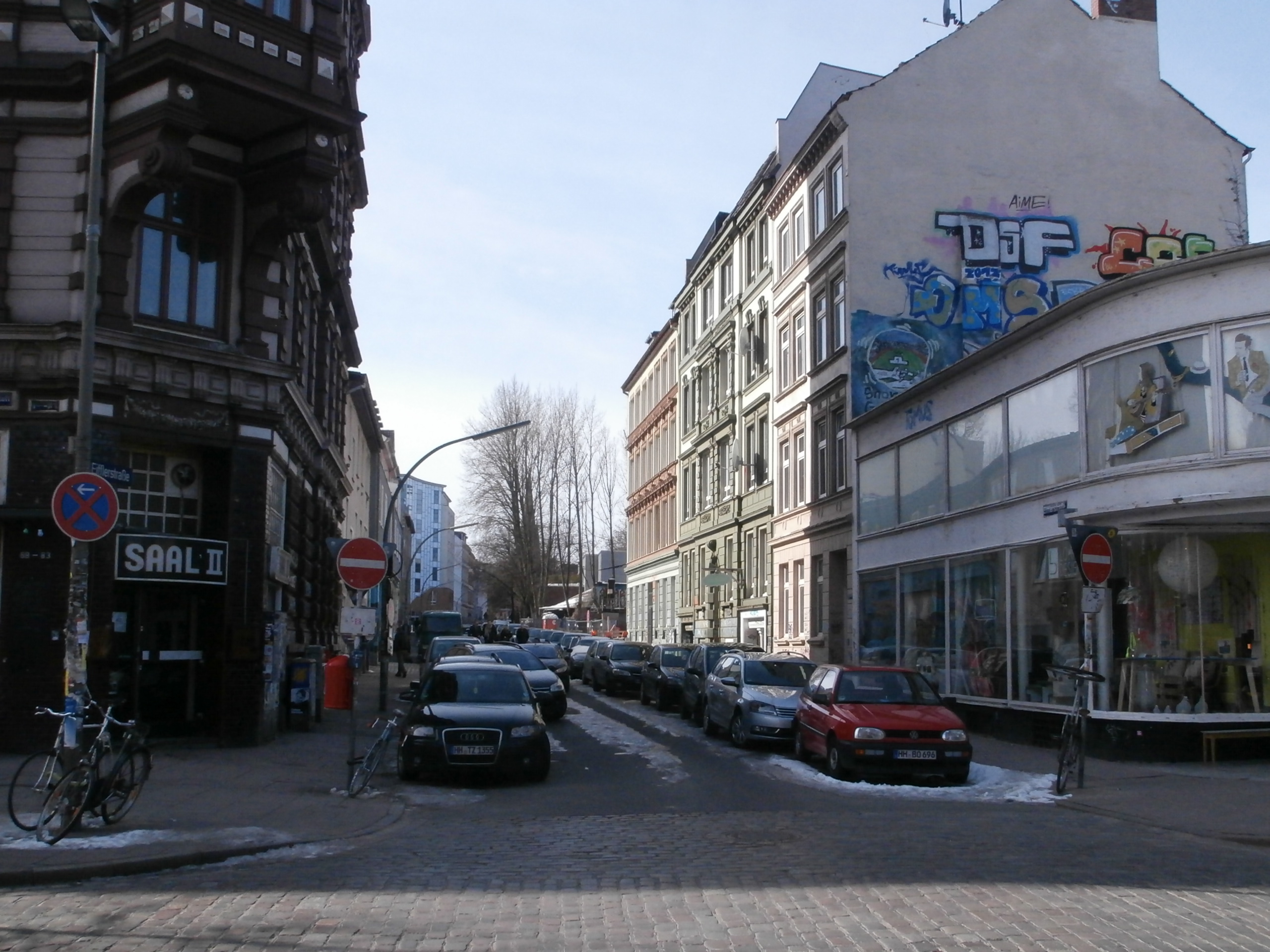
Die Eifflerstraße in Hamburg, hier wurden die ersten Teile des Diebesguts übergeben

Nachdem die Diebe sich zunächst längere Zeit nicht gemeldet hatten, ging am 25. Oktober 1962 gegen 22:30 Uhr ein Anruf beim Stern ein. Reinhart Hoffmeister war am Telefon und sprach mit einem Mann, der sich Leininger nannte. Hoffmeister befragte den Mann nach Details der Rückseite der Madonna, um sicherzugehen, dass es sich wirklich um einen der Täter handelte. Als „Leininger“ alle Fragen korrekt beantworten konnte, war klar, dass die Diebe sich gemeldet hatten.
Nach weiteren Telefonaten „Leiningers“ mit Hoffmeister wurde dieser von den Dieben beauftragt, gegen 2:30 Uhr nach Hamburg-Altona aufzubrechen. Er werde dort einige Teile der Beute finden. Hoffmeister fuhr zusammen mit seiner Ehefrau in die Eifflerstraße. In dieser Seitenstraße entdeckte er die Figur der Anna selbdritt und zwei Medaillons vom Rosenkranz der Madonna. Am nächsten Tag identifizierte Max Hermann von Freeden die Stücke. Hoffmeister legte am 27. Oktober die ersten 50.000 DM unter einer Dampfwalze ab.
Die Diebe begannen daraufhin, die Stern-Redaktion mit ständigen Anrufen zu traktieren, und versuchten Nannen und Hoffmeister einzuschüchtern, indem sie mit der Entführung ihrer Familie drohten. Doch erst am 3. November 1962 wurde die Übergabe der restlichen Kunstwerke vereinbart. Nannen, Hoffmeister und ein Fahrer fuhren nach Anweisung der Diebe zu einem Feld am Ortsausgang von Großgründlach bei Nürnberg. Dort fanden sie die Madonna und die Pietà und ließen die andere Hälfte des Geldes zurück.
Die Stücke wurden zunächst im Polizeipräsidium der Stadt Hamburg zwischengelagert und von der Spurensicherung kriminaltechnisch behandelt. Unter dem Schutz eines starken Polizeiaufgebots reisten die Kunstwerke am 11. November 1962 nach Würzburg ins Mainfränkische Museum. Einen Tag später kam die Rosenkranzmadonna wieder nach Volkach. Henri Nannen bekannte: „Dieser Montag ist der Tag, den ich zu den glücklichsten meines Lebens zählen darf.“
Bald darauf entfernte man die Stücke wieder aus der Kirche Maria im Weingarten. Die Madonna sollte beim Landesamt für Denkmalpflege in München restauriert werden, während die anderen Kunstwerke von der Werkstatt Pracher in Würzburg restauriert wurden. Das Landesamt für Denkmalpflege sorgte neben der kostenlosen Restaurierung auch für den Einbau einer Alarmanlage in der Wallfahrtskirche. Insgesamt kostete die Arbeit das Landesamt 36.840,18 DM.
Am 6. August 1963 verließ die Madonna München wieder und wurde unter Geheimhaltung nach Volkach geschafft. Gegen 17:20 Uhr signalisierte Glockenläuten der Volkacher Bevölkerung die endgültige Rückkehr der Madonna. Am 5. Oktober veranstaltete die Gemeinde eine Dankprozession, am gleichen Tag erhielt Henri Nannen im Schelfenhaus die Ehrenbürgerwürde. Reinhart Hoffmeister wurde mit der Goldenen Stadtplakette geehrt.

### Verhaftung der Täter und Prozess
Nach dem Einbruch in die Volkacher Wallfahrtskirche setzte die Bande ihre Raubzüge fort. Am 18. September 1962 versuchte sie erfolglos in die Gügelkapelle bei Scheßlitz einzubrechen und drang noch in derselben Nacht in die Walberla-Kapelle bei Ebermannstadt ein. Außerdem konnten die Diebe drei Heiligenfiguren aus einer kleinen Wegkapelle bei Drügendorf an sich bringen, die umgearbeitet verkauft wurden.
Nach dem Erhalt des Geldes und der Rückkehr der Madonna wurde im Mai 1963 die Sonderkommission der Polizei Würzburg aufgelöst. Im selben Monat überfielen die Räuber die Sparkasse Gaustadt, planten im Herbst 1963 einen Überfall auf die Volksbank Hollfeld und begingen am 24. Oktober in Hirschaid einen Raubmord, als sie die Raiffeisenbank des Ortes überfielen.
In den folgenden Jahren gelang es der Bande, in wechselnder Besetzung weitere Kunstwerke aus Kirchen und Kapellen zu stehlen. Außerdem entwendete sie Autos und raubte weitere Banken aus. Zeitweise verdienten die Räuber durch den Verkauf von Pelzmänteln in der Türkei ihr Geld. Einzelne Mitglieder wurden um 1965 erstmals verhaftet, konnten allerdings bald darauf fliehen. Am 2. Oktober 1967 wurden die beiden Haupttäter der Gruppe verhaftet und gestanden die Taten.
Am 20. März 1968 begann vor dem Landgericht Bamberg der erste Prozess gegen die Madonnenräuberbande. Insgesamt waren acht Täter angeklagt. Staatsanwalt Keime urteilte während des Prozesses: „Ohne die Auslobung der 100.000 Mark wäre die Madonna verloren gewesen.“ Die Angeklagten erhielten Freiheitsstrafen von bis zu sechs Jahren. Ein weiteres Mitglied der Bande war in die Türkei geflohen und konnte erst im Jahr 1970 ausgeliefert werden. Im Januar 1971 begann daher ein zweiter Prozess gegen die Madonnenräuber. Er endete im Februar 1971 mit der Verurteilung der Angeklagten.